# Єленіно (Дравський повіт)
Єленіно (пол. Jelenino) — село в Польщі, у гміні Островіце Дравського повіту Західнопоморського воєводства.
Населення — 196 осіб (2011).
У 1975-1998 роках село належало до Кошалінського воєводства.

## Демографія
Демографічна структура станом на 31 березня 2011 року:
|          | Загалом | Допрацездатний вік | Працездатний вік | Постпрацездатний вік |
| -------- | ------- | ------------------ | ---------------- | -------------------- |
| Чоловіки | 116     | 33                 | 76               | 7                    |
| Жінки    | 80      | 10                 | 59               | 11                   |
| Разом    | 196     | 43                 | 135              | 18                   |